# IC 31
IC 31 — галактика типу Sa (спіральна галактика) у сузір'ї Риби.
Цей об'єкт міститься в оригінальній редакції індексного каталогу.